# Lijst van rijksmonumenten in Baarlo
De plaats Baarlo telt 17 inschrijvingen in het rijksmonumentenregister. Hieronder een overzicht.
| Object | Oorspronkelijke functie?  | Bouwjaar                                               | Architect | Locatie                 | Coördinaten?                 | Nr.?   | Afbeelding                                  |
| --- | ------------------------- | ------------------------------------------------------ | --------- | ----------------------- | ---------------------------- | ------ | ------------------------------------------- |
| Wegkruis met houten corpus                                                                                    | Gedenkteken               | ca. 1700                                               |           | Bong                    | 51° 20' 5" NB, 6° 4' 36" OL  | 26524  | Wegkruis met houten corpus                  |
| Kasteel De Berckt                                                                                             | Kasteel, buitenplaats     | 13e eeuw                                               |           | de Berckt 1             | 51° 20' 34" NB, 6° 6' 44" OL | 26527  | Meer afbeeldingen                           |
| Wegkruis; gietijzeren corpus                                                                                  | Gedenkteken               | ca. 1860                                               |           | Heuvel bij 1            | 51° 19' 50" NB, 6° 6' 36" OL | 26531  | Meer afbeeldingen                           |
| Sint-Annakapel                                                                                                | Kapel                     | 18e eeuw                                               |           | Hoogstraat bij 14       | 51° 19' 45" NB, 6° 5' 39" OL | 26532  | Meer afbeeldingen                           |
| Zeven oude grafstenen en zeven oude grafkruisen in de St. Petruskerk                                          | Vanwege onderdelen kerk   |                                                        |           | Markt 1                 | 51° 19' 53" NB, 6° 5' 49" OL | 26533  | Meer afbeeldingen                           |
| St. Antoniuskapel; zeszijdig gebouwtje, met hoeklisenen en korfboogingang. Gepleisterd                        | Kapel                     | 18e eeuw                                               |           | Molenberg bij 19        | 51° 19' 59" NB, 6° 5' 45" OL | 26535  | Meer afbeeldingen                           |
| Kasteel De Raay                                                                                               | Kasteel, buitenplaats     | 18e eeuw (hoofdgebouw) 17e-18e eeuw (twee bijgebouwen) |           | Napoleonsbaan Zuid 26   | 51° 19' 30" NB, 6° 4' 58" OL | 26536  | Meer afbeeldingen                           |
| Huis Roffaert                                                                                                 | Boerderij                 | eerste helft 17e eeuw                                  |           | de Roffart 5            | 51° 19' 15" NB, 6° 6' 14" OL | 26537  | Meer afbeeldingen                           |
| Wegkruis bij Huis Roffart met houten corpus                                                                   | Gedenkteken               | ca. 1700                                               |           | Wegkrui                 | 51° 19' 9" NB, 6° 6' 28" OL  | 26538  | Wegkruis bij Huis Roffart met houten corpus |
| Huis met zadeldak tussen topgevels met vlechtingen. Tuinmuur met poortje                                      | Woonhuis                  | 1786 (ankerjaartal)                                    |           | Vergelt 1A              | 51° 19' 52" NB, 6° 6' 4" OL  | 26539  | Meer afbeeldingen                           |
| Vrijstaand woonhuis gebouwd in een ambachtelijk- traditionele bouwtrant met enkele elementen uit de neogotiek | Woonhuis                  | ca. 1870                                               |           | Grotestraat 36          | 51° 19' 54" NB, 6° 5' 34" OL | 521978 | Meer afbeeldingen                           |
| Kasteel d'Erp, ook genaamd De Borcht                                                                          | Kasteel, buitenplaats     |                                                        |           | Baron van Erplaan 1     | 51° 19' 46" NB, 6° 5' 58" OL | 526637 | Meer afbeeldingen                           |
| Kasteel D'Erp: tuinaanleg                                                                                     | Tuin, park en plantsoen   |                                                        |           | Baron van Erplaan bij 1 | 51° 19' 39" NB, 6° 6' 2" OL  | 526640 | Meer afbeeldingen                           |
| Kasteel D'Erp: poortgebouw en de in het verlengde daarvan liggende, L-vomige hoeve                            | Bijgebouwen kastelen enz. | 17e eeuw                                               |           | Baron van Erplaan 3     | 51° 19' 45" NB, 6° 5' 58" OL | 526641 | Meer afbeeldingen                           |
| Kasteel D'Erp: de L-vormige economiegebouwen                                                                  | Bijgebouwen kastelen enz. |                                                        |           | Baron van Erplaan bij 1 | 51° 19' 45" NB, 6° 5' 58" OL | 526642 | Upload foto                                 |
| Kasteel D'Erp: De Sprunk                                                                                      | Industrie- en poldermolen | 18e eeuw                                               |           | Baron van Erplaan bij 1 | 51° 19' 46" NB, 6° 5' 59" OL | 526643 | Meer afbeeldingen                           |
| Kasteel D'Erp: wasserij "De Sprunk"                                                                           | Gebouw                    |                                                        |           | Baron van Erplaan bij 1 | 51° 19' 50" NB, 6° 5' 51" OL | 530016 | Meer afbeeldingen                           |